# Ece Seçkin
Ece Seçkin (Istambul, 12 de setembro de 1991) é uma cantora de música pop turca. É muito conhecida na Turquia pelos seus hits Aman Aman, Adeyyo, Hoş Geldin Ayrılığa entre outros. Várias das suas canções têm mais de cem milhões de visualizações. A 1 de novembro de 2016 a sua canção Adeyyo ocupa o terceiro lugar no top musical do seu país.

## Discografia
- Bu Ne Yaa (2012) – Doğulu Production;[8]
- Şok Oldum (2014) – DGL Production;[9]
- Aman Aman (2015) – DGL Production;[10]
- Zamanım Yok (2016) – DMC Müzik.[11]